# Gottlieb Ernst Clausen Gad
Gottlieb Ernst Clausen Gad, född den 25 september 1830 i Köpenhamn, död där den 21 juni 1906, var en dansk bokhandlare.
Gad upprättade 1855 en bokhandel i Köpenhamn, som han upparbetade till en av landets största och som särskildt lade an på försäljning av svensk och norsk litteratur. Från 1856 var han föreståndare för förlagssammanslutningen Forlagsbureauet, som han övertog 1893 och förenade med sitt förlag. Universitetsbokhandlare från 1882, hade han ett betydande förlag av vetenskapligt värde. Förlaget leddes senare av Gads son Frederik Hegel Gad (född 1871).

## Utmärkelser
- Riddare av Dannebrogorden,  1891[2]

[Redigera Wikidata]